# Signe Byrge Sørensen
Signe Byrge Sørensen (født 6. marts 1970 i København) er dansk filmproducer og filminstruktør. Hun er især kendt som en indflydelsesrig producer af en række dokumentarfilm, hvoraf flere er blevet Oscar-nominerede. I 2020 udpegede et panel hende som den mest magtfulde danske producer af dokumentarfilm.

## Opvækst og karriere
Signe Byrge Sørensen er født i København, men flyttede som seksårig til Maribo med sin familie. Hun blev student fra Maribo Gymnasium i 1989, hvor hun gik på gymnasiets særlige data-medielinje, og det var gymnasietiden og særlig projektundervisningen på denne forsøgslinje, der vakte hendes interesse for film og filmproduktion. I 1998 blev hun færdiguddannet cand.comm. i internationale udviklingsstudier fra RUC og kombinerede interessen for dokumentarfilm med sine undersøgende rejser ud i verden.
Sørensen debuterede som instruktør i 2005, hvor hun sammen med Janus Billeskov Jansen skabte filmen Voices of the World med ti fortællinger om sprog og kulturel diversitet fra forskellige steder i verden. Efterfølgende fandt hun dog ud af, at producerrollen passede hende bedre. Sammen med Anne Köhncke grundlagde hun i 2009 filmproduktionsselskabet Final Cut for Real, som hun siden har været leder af og udviklet til et selskab, som har produceret en række toneangivende dokumentarfilm. I en undersøgelse fra 2020 af magthierarkiet i den danske dokumentarfilmbranche udpegede et panel Signe Byrge Sørensen som den mest magtfulde producer i branchen.
Sørensen har produceret en lang række prisvindende dokumentarfilm, bl.a. The Act of Killing (2012), der blev Oscarnomineret, The Look of Silence (2014), Flee (2021) og President (2021). Signe Byrge Sørensen har modtaget en række priser for sit arbejde og sine film, bl.a. Roos Prisen.

## Film
- Flee, 2020 (producent)
- Shadow World – Bag om den internationale våbenhandel, 2016 (producent)
- The Look of Silence, 2014 (producent)
- Kulturkatedraler: Halden fængsel, 2014 (producent)
- Life is Sacred, 2014 (producent)
- TPB AFK: The Pirate Bay Away From Keyboard, 2013 (producent)
- En god død, 2013 (producent)
- The Human Scale, 2013 (producent)
- The Act of Killing, 2012 (producent)
- Traveling with Mr. T, 2012 (producent)
- Canned Dreams, 2011 (producent)
- Klovn for livet, 2011 (producent)
- Verdens bedste kok, 2011 (producent)
- Fodbold er Gud, 2010 (procucent)
- Den perfekte muslim, 2009 (producent)
- Kunsten at være Mlabri, 2007 (producent og instruktør)
- Mit Danmark, 2006 (dokumentarserie i 10 afsnit, produktionsleder)
- I sproget er jeg, 2006 (procucent og instruktør)
- Drømmenes hotel, 2005 (producent)
- Johanna Yohanna, 2003 (producent)
- On-line med forfædrene, 2001 (producent)

## Priser
- Ib-prisen, 2016
- The Look of Silence nomineret til Oscar for bedste dokumentar ved Oscaruddelingen 2016
- The Look of Silence nomineret til den Europæiske Filmpris for bedste dokumentar 2015
- The Act of Killing nomineret til Oscar for bedste dokumentar ved Oscaruddelingen 2014
- The Act of Killing fik den Europæiske Filmpris for bedste dokumentar 2013
- Roos Prisen, 2014